# ویدیا ووکس
ویدیا ووکس (به انگلیسی: Vidya Vox) (زاده ۲۶ سپتامبر ۱۹۹۰) خواننده، موسیقی‌دان، یوتیوبر، بازیگر و رقصنده آمریکایی متولد هند است.